# Cettia brunnifrons
El cetia capirotado (Cettia brunnifrons) es una especie de cetia que se encuentra en el norte de Pakistán y en el centro de China.